# SIMP J013656.5+093347
SIMP J013656.5+093347 (Abreviado como SIMP0136) es un planeta interestelar o una enana marrón ubicada en la constelación de Piscis en la Asociación estelar de Carina cercana a 21 años luz de nuestro sistema solar. Posee una magnitud aparente de 13.5, lo que significa que no es visible a simple vista.

## Descubrimiento
Fue descubierto en 2009 por el Sondage Infrarouge de Mouvement Propre (SIMP) utilizando la técnica de fotometría óptica e infrarroja en longitudes de onda que van desde 0,88 a 2,35 micrones en un espectro de baja resolución, pero no fue hasta 2017 que se midió la verdadera masa masa del objeto.
SIMP 0136+0933 se identificó como un miembro candidato de Carina-Near de un cruce de fuentes 2MASS y AllWISE, que corresponde a tipos espectrales posteriores a L8 o L5. Este enano T2.5 fue descubierto como parte de la encuesta SIMP y ha sido objeto de un extenso seguimiento fotométrico debido a su variabilidad fotométrica.
Se encuentra entre los objetos jóvenes más cercanos conocidos hasta la fecha, junto con el sistema EQ Pegasi a 6,18 pc, AP Columbae 8,39 pc y unos pocos enanos activos de rayos X.

## Observaciones
Gracias a nuevos análisis se estimó que el tipo espectral era de T2.5 +/- 0.5 y una distancia fotométrica de 6.4 +/- 0.3 pc asumiendo que no pertenece a un sistema estelar múltiple. El objeto fue observado por el telescopio Very Large Array (VLA) que ha realizado la primera detección mediante radiotelescopio de un objeto de masa planetaria más allá de nuestro sistema solar.
Inicialmente se creía que cuerpos de tan baja masa no emitían frecuencias en longitudes de ondas de radio, pero el descubrimiento en 2001 por parte del VLA de un destello de radio reveló una fuerte actividad magnética a través de sus emisiones de radio aurorales. Pero, por lo que se sabe, las enanas marrones no se encuentran cerca de los vientos estelares, lo que hace que sus auroras sean un misterio y es el objeto menos masivo que tiene auroras polares. Una teoría es, que como lo que sucede en Júpiter con Ío, las partículas cargadas provienen principalmente de sus lunas en lugar del viento solar, así de confirmarse la existencia de satélites sería el segundo planeta errante con lunas, después de MOA-2011-BLG-262L b.
Este descubrimiento proporcionó otra forma de detección de exoplanetas muy alejados de sus estrellas o errantes.
Observaciones recientes descartan la existencias de planetas de masa superior a ~1 MJ y una separación de >5 UA. SIMP0136 es la enana marrón de tipo T más brillante del hemisferio norte, y solo superada por Epsilon Indi en todo el cielo. Por lo tanto, es un excelente candidato para estudios detallados y debería convertirse en un objeto de referencia para la clase espectral temprana T.
SIMP 0136+0933 desde su nacimiento debería haber quemado según estimaciones aproximadamente la mitad de su contenido de deuterio. La luminosidad bolométrica solar de SIMP 0136+0933 es ligeramente más débil que la de enanas promedio T2.5.
Se predice que en objetos tales como SIMP 0136+0933, 2MASS J2139+0220 y Luhman 16 tengan vientos relativamente rápidos de 1 a 3 km/s debido a su velocidad de rotación

## Características físicas
SIMP 0136+0933 es la única enana marrón de baja gravedad (similar a PSO J318.5338-22.8603 pero con la mitad de la masa) que posee variabilidad fotométrica. Es el miembro más joven del grupo móvil más cercano conocido del Sol y es uno de los pocos jóvenes enanos T conocidos, por lo que es un punto de referencia importante para comprender las atmósferas de los objetos jóvenes de masa planetaria. Tiene un campo magnético increíblemente poderoso que es unos 4 millones de veces más fuerte que el de Jupiter.
El objeto tiene unos de los periodos de rotación más cortos medido, que es de 2,4 horas. Esta enana marrón proporcionó la primera evidencia de variaciones de flujo de variabilidad periódica entre enanas tipo T. La forma de esta curva de luz evoluciona en escalas de días, lo que se ha interpretado como un signo de evolución de patrones de nubes en su atmósfera. Su atmósfera presenta líneas de absorción de trazas de vapor de agua, metano, amoniaco, nubes de litio, sodio y dióxido de carbono.
La masa del objeto es tan baja (12,7 masas de Júpiter) que está entre el límite entre planeta y enana marrón. Es miembro del grupo móvil estelar joven de cerca de 950 millones de años. Su temperatura es de casi 1100 Kelvin como consecuencia del calor residual por su reciente formación y calentamiento interno por fusión del deuterio y su edad es de 200 millones de años lo que es relativamente en comparación a la edad del grupo. SIMP 0136+0933 es el punto de referencia más poderoso que ayudará a comprender los patrones climáticos en atmósferas de gigantes gaseosos.